# 森美兰州旗
森美兰州旗是马来西亚森美兰州的象征标志之一，是一面黄底、左上方的长方形内镶有一红一黑两个三角形的旗帜。

## 象征意义
满地黄色象征统治者，红色三角象征人民，黑色三角象征组成森美兰的四大部落的酋长及淡边东姑勿刹。

## 相关旗帜
- 米南加保三色旗

## 註释
1. ↑  四部落即：双溪武隆、林茂、柔河（英语：Johol）及日叻务，其领主称为“酋长”，另有一个部落——淡边的领主则称为“东姑勿刹”（Tunku Besar）。每任森美兰最高统治者都是由四大酋长及淡边东姑勿刹共同拥立。